# Кресценти
Кресцентите или Кресченци, (Crescentii) са римски благороднически род, който през 10 и 11 век придобива голямо влияние в Рим и в папството. Името им е дадено от учените заради честото малко име Кресцентий (Crescentius).
Като водещи в римската национална политика, Кресцентиите стоят в конкуренция с фамилията Теофилакти, която поддържа немския император. През времето на намаляващото императорско влияние благородническата фамилия придобива цялата власт над Рим и успява да наложи своя фамилен член Джовани Кресченти на папския стол като Йоан XIII, (965 – 972).
Седалище на Кресцентите е замъкът Сант Анджело.